# Spongia cookii
Spongia cookii är en svampdjursart som beskrevs av Hyatt 1877. Spongia cookii ingår i släktet Spongia och familjen Spongiidae. Inga underarter finns listade i Catalogue of Life.